# Therese Borssén
Therese Borssén (* 12. Dezember 1984 in Rättvik) ist eine ehemalige schwedische Skirennläuferin. Sie war vor allem in der Disziplin Slalom erfolgreich, vereinzelt auch im Riesenslalom. In ihrer Karriere gewann sie ein Weltcuprennen.

## Biografie
Borssén wurde als Zweijährige erstmals von ihrem Vater mit auf die Skipiste genommen, ihr erstes Rennen bestritt sie mit sieben Jahren. Mit 15 Jahren wechselte sie auf die Skiakademie in Järpen und begann sich weitgehend auf das Skifahren zu konzentrieren. Noch im gleichen Jahr schaffte sie den Sprung in die schwedische Juniorennationalmannschaft. Ab Januar 2000 nahm sie an FIS-Rennen teil, wobei sie im Dezember desselben Jahres den ersten Sieg auf dieser Stufe feiern konnte. Einsätze im Europacup folgten ab Februar 2001. Bei den Juniorenweltmeisterschaften 2003 in Montgenèvre verpasste sie als Vierte des Slaloms knapp eine Medaille, ebenso ein Jahr später in Maribor.
Nach einigen Erfolgen gab Borssén am 28. November 2003 beim Riesenslalom von Park City ihr Debüt im Weltcup. Am darauf folgenden Tag gewann sie mit Platz 13 im Slalom ihre ersten Weltcuppunkte. Dreimal konnte sie sich in der Saison 2003/04 unter den besten zehn klassieren (jeweils als Neunte), zweimal in der Saison 2004/05. Am 8. Januar 2006 erzielte Borssén als Dritte des Slaloms von Maribor erstmals eine Podestplatzierung. Nach weiteren zwei dritten Plätzen zu Beginn der Saison 2006/07 feierte sie am 29. Dezember 2006 beim Nachtslalom am Semmering den ersten und einzigen Weltcupsieg. Der vierte Platz in der Slalom-Disziplinenwertung der Saison 2006/07 war der beste ihrer Karriere.
Bei ihren ersten Weltmeisterschaften im Februar 2005 war Borssén überraschend Fünfte des Slaloms geworden. Ein Jahr später erzielte sie bei ihrer Olympiapremiere in Turin den achten Platz im Slalom. Bei den Weltmeisterschaften 2007 in Åre wurde sie Siebente in dieser Disziplin, bei den Olympischen Winterspielen 2010 in Vancouver kam sie jedoch nur auf Platz 21. Jeweils einen Ausfall im ersten Slalomdurchgang hatte sie bei den Weltmeisterschaften 2009 in Val-d’Isère und 2011 in Garmisch-Partenkirchen zu verzeichnen.
Borssén schaffte im Januar 2008 und im März 2009 je einen weiteren Weltcup-Podestplatz. Sie konnte danach zwar nicht mehr ganz ihr früheres Leistungsniveau erreichen, gehörte aber stets zu den 15 besten Slalomläuferinnen der Weltrangliste und erzielte regelmäßig Top-10-Ergebnisse. Aufgrund starker teaminterner Konkurrenz erhielt sie keine Startgelegenheit für die Weltmeisterschaften 2013. Im Januar 2013 gab Borssén bekannt, dass sie Ende der Saison zurücktreten werde.

## Erfolge

### Olympische Spiele
- Turin 2006: 8. Slalom
- Vancouver 2010: 21. Slalom

### Weltmeisterschaften
- Santa Caterina 2005: 5. Slalom, 32. Riesenslalom
- Åre 2007: 7. Slalom, 33. Riesenslalom

### Weltcup
- Saison 2005/06: 7. Slalomwertung
- Saison 2006/07: 4. Slalomwertung
- Saison 2007/08: 6. Slalomwertung
- Saison 2011/12: 8. Slalomwertung
- 6 Podestplätze in Einzelrennen, davon 1 Sieg:

| Datum             | Ort       | Land       | Disziplin |
| ----------------- | --------- | ---------- | --------- |
| 29. Dezember 2006 | Semmering | Österreich | Slalom    |

- 2 Podestplätze bei Mannschaftswettbewerben

### Europacup
- Saison 2011/12: 10. Gesamtwertung, 2. Slalomwertung
- 13 Podestplätze, davon 3 Siege:

| Datum             | Ort            | Land       | Disziplin |
| ----------------- | -------------- | ---------- | --------- |
| 11. Dezember 2010 | Gressoney      | Italien    | Slalom    |
| 27. Januar 2012   | Melchsee-Frutt | Schweiz    | Slalom    |
| 20. Januar 2013   | Schruns        | Österreich | Slalom    |

### Juniorenweltmeisterschaften
- Verbier 2002: 14. Slalom, 34. Riesenslalom
- Montgenèvre 2003: 4. Slalom
- Maribor 2004: 4. Slalom

### Weitere Erfolge
- 2 schwedische Meistertitel im Slalom (2008 und 2012)
- 2 Podestplätze im Nor-Am Cup
- 1 Sieg im Australia New Zealand Cup
- 24 Siege in FIS-Rennen